# Traian Nițescu
Traian Nițescu est né le 11 octobre 1902 et est mort le 19 avril 1984. C'était un ingénieur roumain. Il a participé à l'épreuve de bobsleigh à quatre aux Jeux olympiques d'hiver de 1928.